# Amborellales
Classification APG II (2003)
Classification APG III (2009)
Ordre
Les Amborellales sont un ordre de plantes à fleurs introduit par l'Angiosperm Phylogeny Website et ne contenant que la famille des Amborellaceae. La validité de l'ordre a été confirmée par la classification phylogénétique APG III (2009). La famille des Amborellaceae  était placée par la classification phylogénétique APG II (2003) à la base des Angiospermes, c'est-à-dire sans ordre.